# レスリー・グラハム
レスリー・グラハム（Robert Leslie (Les) Graham、1911年9月14日‐1953年6月12日）は、1930年代から50年代前半に掛けて活躍したイギリス出身のオートバイレーサー。彼はロードレース世界選手権500ccクラス初代チャンピオンである。

## 生涯

### キャリア初期
レスリーは、リヴァプール市のダートトラックレース場・スタンリースピードウェイでキャリアの口火を切った。1929年にはオスウェストリー(en)のレースに中古のDot-JAPマシンで出場し、2位となった。その後ルッジ・ウィットウォース(en)に乗り活躍を見せた。
1936年、レスリーはOK-Supreme社製250ccOHCエンジンのオートバイを入手した。これは既に型落ちの安価品だったが、彼はこれに手を加え同年のアルスターGPに出場した。しかし、サーキットを一周したところでエンジンが焼きついてしまった。しかし挫けず、翌年には改造を施してノースウエスト200(en)にエントリーし、最終的にはエンジンバルブのギア破損のためリタイアしたが、一時トップを快走して見せた。修理はドニントンで行われた次のレースに間に合い、レスリーは優勝を遂げた。
この活躍に眼をつけたOK-Supreme創設者の息子ジョン・ハンフリーズは、レスリーをOHCエンジン製作担当兼レーサーとして採用した。程なく、レスリー・グラハム、アンディ・マッケイ、ジョン・ハンフリーズの三人はミッドランド(en)で名を馳せたOK-JAPライダーとなった。サウスイースト・チャンピオンシップ、ギアボックスの故障で惜しくもリタイアするまで2位を疾走した1939年のマン島TTレースなどでレスリーは活躍を見せた。そんな彼に注目していたジョック・M・ウエスト（当時BMW社員）は、レスリーと1940年の契約を交わし、ベロセットのオートバイに乗る事になった。だが、第二次世界大戦が勃発し、この契約は実行されなかった。

### 大戦中
レスリーはイギリス空軍に召集され、166戦隊に所属するパイロットとなった。アブロ ランカスターを操縦してドイツ上空を飛行するなどの兵役に服し、1944年12月には大尉に昇進して空軍殊勲十字章(en)を授かった。その後1946年に退役するまで、彼は輸送部隊に属した。

### レース界への復帰と活躍
戦争が終結すると、空軍中佐として大英帝国勲章も授与されていたJ.M.ウエストは、AMC(en)の販売担当兼レーサーとしてレスリーを誘い、レースの世界に呼び戻した。AMC傘下のAJSレーシングチームに属し、1946年にキャドウェルパーク・サーキット(en)で開催された戦後初のレースに出場。ノートン350ccマシンで疾走し彼は優勝した。
1947年にはマン島セニアTTにAJS『Porcupine』で出場したが、結果は9位で終わった。翌年にはジュニアTTで7位に入ったが、セニアTTはリタイタで終えた。この年、アウトドモーロ・デ・リナス・モントレ(en)でレスリーはウエストやフランス人ライダーのGeorges Monneretとともに、18個の世界最高速度記録を更新した。
1949年に開催された第1回ロードレース世界選手権にレスリーはAJSからエントリーした。第1戦マン島レースでは、最初のラップで後続を90秒も引き離す快調ぶりを見せつけた。しかしながら、残り数マイルという所でメカニカルトラブルが発生してしまう。だがレスリーは諦めず、マシンを押してフィニッシュラインに向かい、レースを9位で終えた。レスリーは続くブレムガルテンで開催された第2戦スイスGPでは優勝、第3戦オランダGPは2位と順調にポイントを重ねた。第4戦ベルギーこそリタイアに終わったが、第5戦アルスターで再び勝利を掴み、ファーステストラップも記録した。最終戦イタリアGPでは地元の英雄でありポイントを競うジレラのネッロ・パガーニに優勝をさらわれ勝利数で並ばれたが、総得点で2点上回り、レスリーは500ccクラス最初のチャンピオンとなった。
1950年は、ジレラを駆るイタリア人ウンベルト・マセッティと、台頭著しいノートンのジェフ・デュークの後塵を拝し、500ccクラスランキング3位に終わった。この年、ダブルエントリーしていた350ccクラスでも成績は1勝・ランキング3位だった。
1951年、一向に開発が進まないAJSに不満を募らせていたレスリーは、ドメニコ・アグスタ伯爵の求めに応じイタリアのMVアグスタに乗った。当時のMVアグスタ500ccは、馬力に欠き、扱いづらい操作性から「手に負えない代物」との悪評を受けていたが、開発能力の高いレスリーの手腕によって同年500ccクラス2位を得た。ただし、更に評判が悪い350ccへの搭乗は避け、同クラスにレスリーはベロセット『MkVIII KTT 350』で出場した。彼は、スイスGPを制し年間ランキング6位を得た。なお、レスリーは125ccクラスにも出場したが、こちらは8位で終わった。
1952年のシーズン500ccクラスでは、レスリーは第1戦でポイント獲得に失敗。第2戦ではギアの操作ミスや馬力不足が祟り、アイルランド人のレグ・アームストロング後塵わずか33.4秒及ばなかった。ゴール時、アームストロングはドライブ・チェーンが外れるアクシデントに見舞われていたが、不幸にもレスリーは追いつけなかった。以後、第3・4戦でもノーポイント。第5戦ドイツGPではファーステストラップを記録したが4位。第6戦でもファーステストラップを刻むが、ダンロップタイヤにトラブルが生じノーポイントと苦戦が続いた。だが、第7戦のイタリアGPでは、モンツァに押しかけた熱狂的な観客の声援に支えられ、MVアグスタ初の優勝とファーステストラップ記録を同時に成し遂げた。続く第8戦も勝利し、彼はジレラのウンベルト・マセッティに次ぐ2位でシーズンを終えた。なお、250ccクラス（ベロセット）と125ccクラス（MVアグスタ）では、それぞれ3位と4位につけた。

### 1953年6月12日
レスリーは選手権チャンピオン奪回の意欲に燃え、1953年のシーズン開幕を迎えた。シニアTTが500cc選手権第1戦を兼ねるマン島TTレースで、6月11日木曜日に開催された125ccのライトウェイトTTに出場した。彼はこれを勝利で飾り翌日の500ccレースに勢いをつけたが、これがレスリー最後の勝利となるとは誰も予想できなかった。
明けて12日金曜日、ジレラのジェフ・デュークとの争いになるであろうと予想されていた500ccクラスは開幕した。高速で疾走中、突然レスリーはコントロールを失った。ブレイヒル(Bray Hill)のふもとに衝突し乗り上げた時には、レスリーは即死状態だった。カルロ・バンディローラらMVアグスタチームのメンバーは哀悼の意を示し、この年の選手権出場から撤退した。
事故の原因については、ステアリングの破損によるもの、ジェフ・デュークから40秒遅れのピットサインに動揺したため、アールズフォークタイプのフロントサスペンションを使用したため、など諸説あるがはっきりしたことはわかっていない。現在、マン島にはグラハムの記念碑が立っている。

## 戦歴

### ロードレース世界選手権
| 順位     | 1  | 2 | 3 | 4 | 5 | ファステストラップ |
| ポイント | 10 | 8 | 7 | 6 | 5 | 1                  |

| 順位     | 1 | 2 | 3 | 4 | 5 | 6 |
| ポイント | 8 | 6 | 4 | 3 | 2 | 1 |

- 凡例
- ボールド体のレースはポールポジション、イタリック体のレースはファステストラップを記録。

| 年   | クラス | チーム     | 1      | 2      | 3      | 4     | 5     | 6     | 7     | 8     | 9     | ポイント | 順位 | 勝利数 |
| ---- | ------ | ---------- | ------ | ------ | ------ | ----- | ----- | ----- | ----- | ----- | ----- | -------- | ---- | ------ |
| 1949 | 350cc  | AJS        | IOM NC | SUI 2  | NED -  | BEL - | ULS - |       |       |       |       | 8        | 7位  | 0      |
| 1949 | 500cc  | AJS        | IOM 10 | SUI 1  | NED 2  | BEL - | ULS 1 | ITA 6 |       |       |       | 30       | 1位  | 2      |
| 1950 | 350cc  | AJS        | IOM 4  | BEL -  | NED -  | SUI 1 | ULS - | ITA 2 |       |       |       | 17       | 3位  | 1      |
| 1950 | 500cc  | AJS        | IOM 4  | BEL -  | NED -  | SUI 1 | ULS 2 | ITA - |       |       |       | 17       | 3位  | 1      |
| 1951 | 125cc  | MVアグスタ | SPA -  |        | IOM NC |       | NED 3 |       | ULS - | ITA - |       | 4        | 8位  | 0      |
| 1951 | 350cc  | ベロセット | SPA 2  | SUI 1  | IOM 10 | BEL - | NED - | FRA - | ULS - | ITA - |       | 14       | 6位  | 1      |
| 1951 | 500cc  | MVアグスタ | SPA -  | SUI -  | IOM NC | BEL - | NED - | FRA - | ULS - | ITA - |       | 0        | -    | 0      |
| 1952 | 125cc  | MVアグスタ |        | IOM -  | NED -  |       | GER - | ULS - | ITA 3 | SPA 2 |       | 10       | 4位  | 0      |
| 1952 | 250cc  | ベロセット | SUI 3  | IOM 4  | NED -  |       | GER - | ULS 3 | ITA - |       |       | 11       | 3位  | 0      |
| 1952 | 350cc  | ベロセット | SUI -  | IOM NC | NED -  | BEL 6 | GER - | ULS - | ITA - |       |       | 1        | 13位 | 0      |
| 1952 | 500cc  | MVアグスタ | SUI -  | IOM 2  | NED -  | BEL - | GER 4 | ULS - | ITA 1 | SPA 1 |       | 25       | 2位  | 2      |
| 1953 | 125cc  | MVアグスタ | IOM 1  | NED -  |        | GER - |       | ULS - |       | ITA - | SPA - | 8        | 5位  | 1      |
| 1953 | 350cc  | MVアグスタ | IOM NC | NED -  | BEL -  |       | FRA - | ULS - | SUI - | ITA - | SPA - | 0        | -    | 0      |
| 1953 | 500cc  | MVアグスタ | IOM NC | NED -  | BEL -  | GER - | FRA - | ULS - | SUI - | ITA - | SPA - | 0        | -    | 0      |